# Andy Bown
Pour les articles homonymes, voir Bown.
Andy Bown, né Andrew Steven Bown le 27 mars 1946 à Beckenham dans le sud de Londres, est un musicien multi-instrumentiste et compositeur britannique. Il fait partie du groupe rock britannique Status Quo. Son instrument de prédilection est la basse, mais il est plus souvent connu pour son jeu aux claviers. Il joue aussi de la guitare, de l'harmonica et chante.
Il est surnommé « Acid Man » pour sa façon parfois acerbe et caustique de dire les choses.

## Biographie

### Carrière musicale en groupe
Andy Bown commença sa carrière musicale dans de petits groupes pop anglais dans les sixties. Son premier groupe majeur se nomme The Herd dans lequel il côtoie le jeune Peter Frampton et Henry Spinetti et avec lequel il enregistra un seul album et plusieurs singles dont trois se classeront dans le top 20 des charts britanniques.
Après le départ de Frampton et un dernier single, The Herd se sépare et Andy Bown et Henry Spinetti forme Judas Jump avec d'autres musiciens anglais. Avec Judas Jump, Andy Bown enregistra trois singles et un album et aura le privilège d'ouvrir le Festival de l'île de Wight 1970 le 26 août 1970.
Après avoir produit et joué avec le groupe de folk "Storyteller, Andy Bown rejoindra Peter Frampton en 1972 lorsque celui-ci commença sa carrière solo pour l'enregistrement de Wind of Change où il joua des claviers et de la basse. Plus tard quand Rick Wills quittera Frampton, Andy effectuera plusieurs tournées en tant que bassiste et participa à l'enregistrement de l'album Frampton. Il quittera Peter Frampton au début de l'année 1975.
En 1976 il rejoint Status Quo en tant que cinquième membre non officiel du groupe. Il participera comme claviériste à l'enregistrement de l'album Rockin'All Over the World et à l'écriture des chansons dès l'album If You Can't Stand the Heat. En 1982, il devient enfin un membre officiel du groupe, il l'est encore aujourd'hui. Lors des concerts, Andy Bown, hormis les claviers et suivant les chansons, joue aussi de la guitare rythmique, de la basse où de l'harmonica.

### Carrière musicale en solo
Tout en faisant partie des groupes pré-cités, Andy Bown travailla comme musicien de studio pour de nombreux artistes tels que Jerry Lee Lewis, Dusty Springfield, Tim Hardin, Johnny Hallyday, Pink Floyd, Paul McCartney où Roger Waters. Il fera une première apparition en 1973 avec Status Quo sur le titre "Blue Eyed Lady" de l'album Hello! avant de revenir en 1976 jouer du piano sur "Mad About the Boy" de l'album Blue for You. En 1980 - 1981 il participera à la tournée The Wall Tour de Pink Floyd en tant que bassiste de substitution de Roger Waters, il joua aussi de la guitare acoustique sur le titre "Outside the Wall".
Andy Bown enregistra aussi cinq albums solo entre le premier "Gone to my Head" 1972 et "Unfinished Business" sorti en 2011.

### Vie privée
Andy Bown rencontra sa première femme, la chanteuse Caroline Attard, lorsqu'il travaillait comme producteur avec le groupe folk rock Storyteller en 1970. Il se marièrent en 1971 et Caroline Attard devint Carolyn Bown. En 2000, Andy se mit en retrait de Status Quo pour rester auprès de sa femme malade. Elle décéda le 4 juillet 2001 d'un cancer.
Le 8 mai 2004, Andy Bown se remarie avec Veronica à Londres. Ils vivent à Barnes avec trois de leurs quatre enfants.

## Équipement
- Claviers : Andy Bown utilise, lors des concerts avec Status Quo, un piano Roland, un orgue Orgue Hammond C3 branché sur une cabine Leslie, un synthétiseur Roland D-70 connecté sur un expandeur Roland U 220, un sampler Akai et diverses pédales d'effets[1].
- Guitares : Andy joue sur des guitares customisées par Jamie Davey, une Fender Telecaster vintage, une Gibson Les Paul, une Washburn semi-acoustique et des guitares acoustiques Gibson et Takamine[1].

Andy utilise aussi différents harmonicas.

## Discographie

### Solos
- Gone to my Head (avril 1972, Mercury Records)
- Sweet William (juin 1973, GM Records)
- Come Back Romance, All Is Forgotten (juin 1974, EMI Records)
- Good Advice (mars 1979, EMI Records)
- Unfinished Business (septembre 2011, Cherry Red Records)

#### Avec Status Quo
- Hello! ("Blue Eyed Lady") (1973)
- Blue for You ("Mad About the Boy") (1976)
- Rockin' All Over the World (1977)
- If You Can't Stand the Heat
- Whatever You Want (1979)
- Just Supposin' (1980)
- Never Too Late (1981)
- 1+9+8+2 (1982)
- Back to Back (1983)
- In the Army Now (1986)
- Ain't Complaining (1988)
- Perfect Remedy (1989)
- Rock 'til You Drop (1991)
- Thirsty Work (1994)
- Don't Stop (1996)
- Under Influence (1999)
- Famous in the Last Century (2000)
- Heavy Traffic (2002)
- Riffs (2003)
- The Party Ain't Over Yet (2005)
- In Search of the Fourth Chord (2007)
- Quid Pro Quo (2011)
- Bula Quo! (2013)
- Aquostic Stripped Bar (2014)
- Aquostic 2 (2016)
- The Last Night Of The Electrics (2017)
- Backbone (2019)

### Collaborations
- 1968 : The Herd : Paradise Lost
- 1970 : Judas Jump : Scorch
- 1972 : Peter Frampton : Wind of Change
- 1973 : Jerry Lee Lewis : The Sessions Recorded in London With Great Guest Artists
- 1973 : Tim Hardin : Nine
- 1974 : Chris Jagger : The Adventures of Valentine Vox the Ventriloquist
- 1975 : Long John Baldry : Good to Be Alive
- 1975 : Peter Frampton : Frampton
- 1977 : Nanette Workman : Grits and Combread
- 1981 : Graham Bonnet : Line Up
- 1983 : Pink Floyd : The Final Cut
- 1984 : Roger Waters : The Pros and Cons of Hitch Hiking
- 2000 : Pink Floyd : Is There Anybody Out There? The Wall Live 1980-81
- 2010 : Francis Rossi : One step at a Time